# Kirschenhardthof

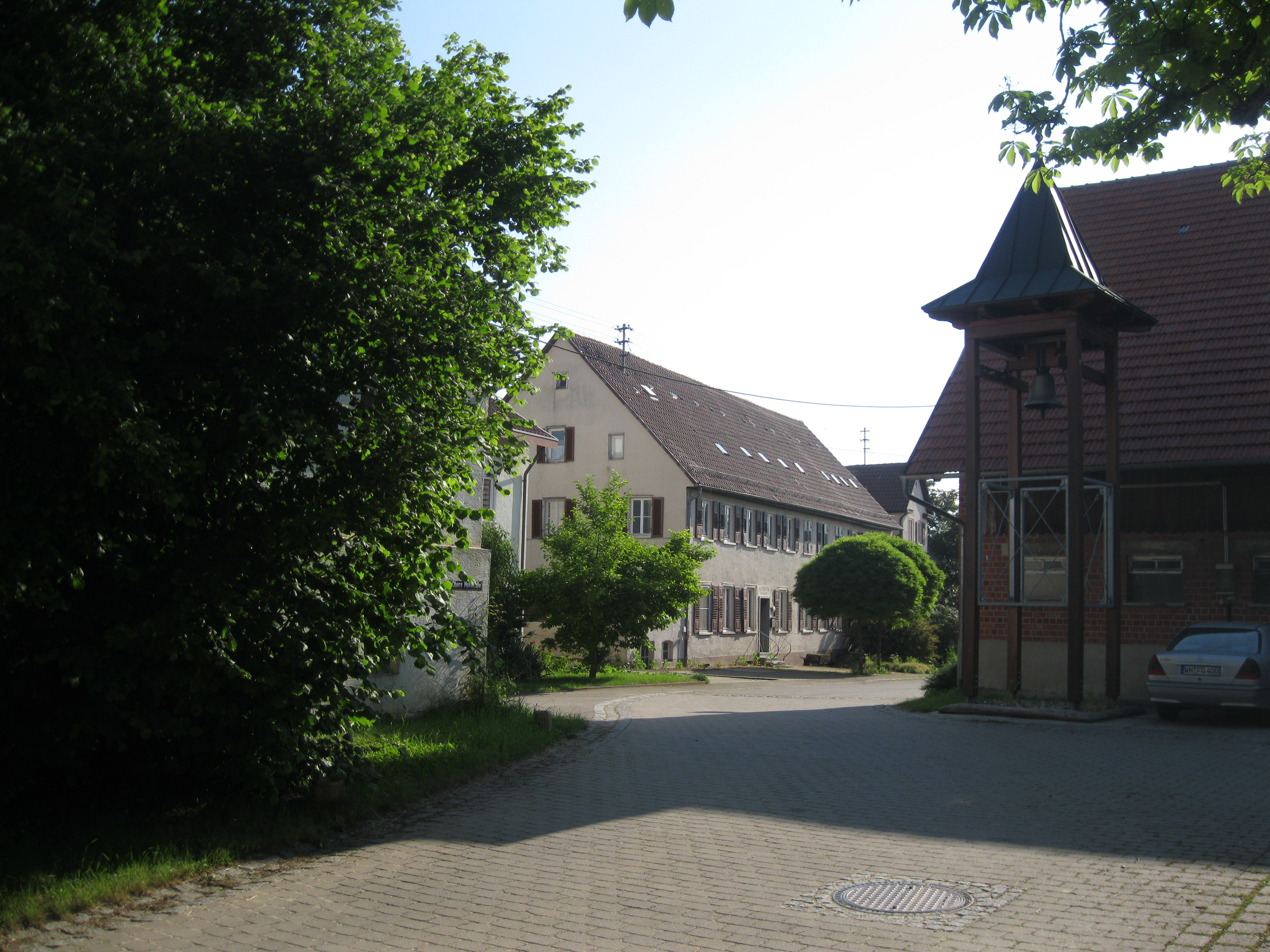
Der Weiler Kirschenhardthof mit dem Glockenturm

Kirschenhardthof ist ein Weiler des Teilortes Erbstetten und gehört zur Gemeinde Burgstetten im Rems-Murr-Kreis in Baden-Württemberg.

## Geographie
Der Weiler liegt auf einer Hochfläche östlich des Buchenbachtals und südlich von Erbstetten.

## Geschichte

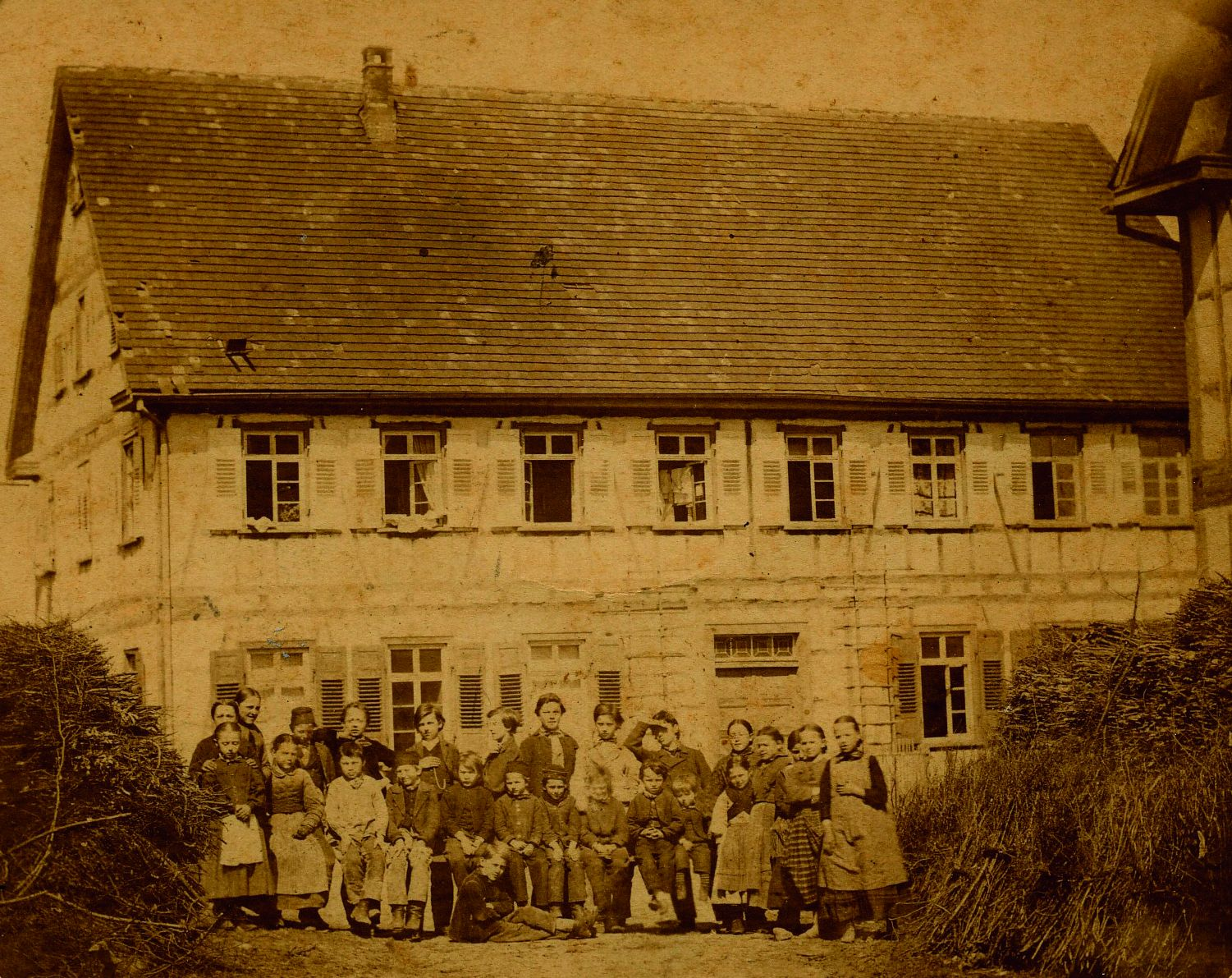
Das Gemeindehaus der Tempelgesellschaft im Jahr 1866

Auf der Gemarkung des Hofes siedelten schon die Römer, verschiedene Überreste von Villa Rustica wurden aufgefunden. Zudem befinden sich im Wald Brand über 10 Hügelgräber. Im Jahr 1245 wurde der Kirschenhardthof als Hart urkundlich erwähnt. Ursprünglich gehörte der Weiler zur reichsritterschaftlichen Herrschaft Hochberg der Herren Nothaft von Hohenberg. Aufgrund dieser ehemaligen Zugehörigkeit war der Ort bis 1882 eine Exklave des Oberamts Waiblingen umgeben vom Oberamt Marbach. Nach Auflösung der Herrschaft Hochberg im frühen 19. Jahrhundert bildete Kirschenhardthof zuerst eine eigenständige Gemeinde. 1824 wurde der Weile zur Gemeinde Hochdorf und 1828 zur Gemeinde Hochberg eingemeindet, wo er bis 1882 verblieb. In diesem Jahr wurde der Weiler schließlich nach Erbstetten eingemeindet und wurde damit Teil des ihn ohnehin umgebenden Marbacher Oberamts. Kirchlich war der Ort schon lange ein Filial von Erbstetten.
Eine besondere Bedeutung erlangte der kleine Ort als im Jahr 1856 die Tempelgesellschaft unter ihrem Gründer Christoph Hoffmann das Gut erwarb, um dort eine Gemeinschaftssiedlung aufzubauen. Mehrere Templerfamilien siedelten sich dort an und betrieben die dortigen landwirtschaftlichen Güter. Am 2. Juni 1856 wurde der Grundstein für das dortige erste Gemeindehaus der Religionsgemeinschaft gelegt, in dessen Versammlungssaal die verschiedenen richtungweisenden Synoden der Gemeinschaft abgehalten wurden. Auf dem Kirschenhardthof wurde auch das Siedlungsvorhaben der Templer in Palästina beschlossen und geplant. 1862 gehörten die damals 132 Einwohner Kirschenhardthofs fast ausnahmslos der Tempelgesellschaft an. 1873, als die große Masse der Anhänger bereits nach Palästina ausgewandert war, wurden die Liegenschaften auf dem Kirschenhardthof verkauft und die dortige Zentrale aufgelöst. Die Templer errichteten bei Haifa eine Zweigniederlassung mit dem Namen Neuhardthof (heute zu Haifa) als landwirtschaftliche Kolonie mit Winzereibetrieben und der großen Seifenfabrik Struve. Das ehemalige Gemeindehaus der Templer wurde später als Christliches Erholungsheim und danach bis in neueste Zeit als Altenheim genutzt. Im August des Jahres 2013 wurde das Gebäude abgerissen.

## Infrastruktur
Kirschenhardthof besitzt aufgrund seiner besonderen Geschichte als ehemalige Gemeinde der Tempelgesellschaft, deren Mitglieder von der Evangelischen Landeskirche ausgeschlossen wurden, einen eigenen Friedhof. Im Nordosten des alten Ortskerns wurde um 1960 das Wohngebiet Hartweinberge und das Gewerbegebiet Hofstraße angelegt. Der Ort besitzt auch eine Pension mit einer Besenwirtschaft.